# Австрия на зимних Олимпийских играх 1952
Австрия принимала участие в Зимних Олимпийских играх 1952 года в Осло (Норвегия) в шестой раз за свою историю, и завоевала три серебряные и одну золотую и четыре бронзовые медали. Сборную страны представляли 8 женщин.
| Австрия на олимпиаде 1952 года в Осло | Австрия на олимпиаде 1952 года в Осло | Австрия на олимпиаде 1952 года в Осло | Австрия на олимпиаде 1952 года в Осло | Австрия на олимпиаде 1952 года в Осло |
| Медали                                | Спортсмены                            | Вид спорта                            | Дисциплина                            |                                       |
| ------------------------------------- | ------------------------------------- | ------------------------------------- | ------------------------------------- | ------------------------------------- |
| Золото                                | Труде Йохум-Байзер                    | Горнолыжный спорт                     | Скоростной спуск, женщины             |                                       |
| Золото                                | Отмар Шнайдер                         | Горнолыжный спорт                     | Слалом, мужчины                       |                                       |
| Серебро                               | Дагмар Ром                            | Горнолыжный спорт                     | Гигантский слалом, мужчины            |                                       |
| Серебро                               | Отмар Шнайдер                         | Горнолыжный спорт                     | Скоростной спуск, мужчины             |                                       |
| Серебро                               | Кристиан Правда                       | Горнолыжный спорт                     | Гигантский слалом, мужчины            |                                       |
| Серебро                               | Гельмут Зайбт                         | Фигурное катание                      | мужчины                               |                                       |
| Бронза                                | Кристиан Правда                       | Горнолыжный спорт                     | Скоростной спуск, мужчины             |                                       |
| Бронза                                | Тони Шписс                            | Горнолыжный спорт                     | Гигантский слалом, мужчины            |                                       |

## Состав и результаты олимпийской сборной Австрии

### Бобслей
Спортсменов — 8
Мужчины
| Соревнование | Спортсмены                                                | 1 заезд   | 1 заезд | 2 заезд   | 2 заезд | 3 заезд   | 3 заезд | 4 заезд   | 4 заезд | Итоговый результат | Итоговое место |
| Соревнование | Спортсмены                                                | Результат | Место   | Результат | Место   | Результат | Место   | Результат | Место   | Итоговый результат | Итоговое место |
| ------------ | --------------------------------------------------------- | --------- | ------- | --------- | ------- | --------- | ------- | --------- | ------- | ------------------ | -------------- |
| Двойки       | Карл Вагнер Франц Экхардт                                 | 1:24,16   | 10      | 1:24,54   | 9       | 1:24,00   | 9       | 1:24,34   | 11      | 5:37,04            | 9              |
| Двойки       | Хейнц Хоппихлер Вильфрид Турнер                           | 1:30,27   | 18      | 1:28,30   | 16      | 1:27,78   | 16      | 1:27,51   | 16      | 5:53,86            | 16             |
| Четвёрки     | Карл Вагнер Франц Экхардт Герман Палька Пол Асте          | 1:19,34   | 9       | 1:18,91   | 4       | 1:18,27   | 6       | 1:18,22   | 3       | 5:14,74            | 5              |
| Четвёрки     | Курт Лозерт Вильфрид Турнер Франц Кнайсль Хейнц Хоппихлер | 1:19,51   | 10      | 1:20,25   | 12      | 1:20,44   | 13      | DNF       | —       | DNF                | —              |